# لترال اسپروول
لترال اسپروول (انگلیسی: Latrell Sprewell؛ زادهٔ ۸ سپتامبر ۱۹۷۰) بازیکن بسکتبال اهل ایالات متحده آمریکا است.
از باشگاه‌هایی که در آن بازی کرده‌است می‌توان به مینه‌سوتا تیمبرولوز، گلدن استیت واریرز، و نیویورک نیکس اشاره کرد.